# Хартвилл (Вайоминг)
Хартвилл (англ. Hartville) — город, расположенный в округе Платт (штат Вайоминг, США) с населением в 76 человек по статистическим данным переписи 2000 года.

## География
По данным Бюро переписи населения США, город Хартвилл имеет общую площадь в 0,78 квадратных километров, водных ресурсов в черте населённого пункта не имеется.
Город Хартвилл расположен на высоте 1427 метров над уровнем моря.

## Демография
По данным переписи населения 2000 года, в Хартвилле проживало 76 человек, 22 семьи, насчитывалось 35 домашних хозяйств и 52 жилых дома. Средняя плотность населения составляла около 105 человек на один квадратный километр. Расовый состав Хартвилла по данным переписи распределился следующим образом: 89,47 % белых, 3,95 % — представителей смешанных рас, 6,58 % — других народностей. Испаноговорящие составили 22,37 % от всех жителей города.
Из 35 домашних хозяйств в 25,7 % — воспитывали детей в возрасте до 18 лет, 54,3 % представляли собой совместно проживающие супружеские пары, в 8,6 % семей женщины проживали без мужей, 37,1 % не имели семей. 37,1 % от общего числа семей на момент переписи жили самостоятельно, при этом 14,3 % составили одинокие пожилые люди в возрасте 65 лет и старше. Средний размер домашнего хозяйства составил 2,17 человек, а средний размер семьи — 2,82 человек.
Население города по возрастному диапазону по данным переписи 2000 года распределилось следующим образом: 23,7 % — жители младше 18 лет, 1,3 % — между 18 и 24 годами, 22,4 % — от 25 до 44 лет, 18,4 % — от 45 до 64 лет и 34,2 % — в возрасте 65 лет и старше. Средний возраст жителей составил 51 год. На каждые 100 женщин в Хартвилле приходилось 100,0 мужчин, при этом на каждые сто женщин 18 лет и старше приходилось 93,3 мужчин также старше 18 лет.
Средний доход на одно домашнее хозяйство в городе составил 25 000 долларов США, а средний доход на одну семью — 13 750 долларов. При этом мужчины имели средний доход в 26 667 долларов США в год против 0 долларов среднегодового дохода у женщин. Доход на душу населения в городе составил 12 116 долларов в год. Все семьи Хартвилла имели доход, превышающий уровень бедности, 28,4 % от всей численности населения находилось на момент переписи населения за чертой бедности, при этом 35,3 % из них были моложе 18 лет и 20,5 % — в возрасте 65 лет и старше.